# Seznam členů České národní rady po volbách v roce 1968
Toto je seznam poslanců České národní rady po volbách v roce 1968. Tyto volby probíhaly na rozdíl od dalších voleb do České národní rady nepřímo, prvních 150 poslanců bylo zvoleno Národním shromážděním 10. července 1968, po rozšíření na 200 poslanců bylo dalších 50 zvoleno 21. prosince 1968. Faktické ústavní pravomoci nabyla Česká národní rada až v lednu 1969 v souvislosti s provedením federalizace Československa.

## Abecední seznam poslanců
V závorce stranická příslušnost (pokud je známa).

### A–H
- JUDr. Čestmír Adam – (ČSS)
- Jan Aubrecht – (ČSS)
- Jana Bardoňová – (KSČ)
- Jaromír Bartášek – (bezpartijní)
- Ing. Rudolf Battěk – (bezpartijní, resp. KAN)
- František Beneš – (ČSS)
- prof. MUDr. František Bláha – (KSČ)
- Vladimír Bosák – (ČSL)
- JUDr. Jaroslav Brabec – (KSČ)
- Ing. Stanislav Brada – (ČSL)
- Alois Buchta – (KSČ)
- Ing. Jiří Burian – (KSČ)
- PhDr. Čestmír Císař – (KSČ)
- Alois Coufal – (ČSL)
- Ladislav Coufal – (ČSL)
- Ing. Václav Černovský – (KSČ)
- Emanuel Černý – (bezpartijní)
- Ing. Jaroslav Černý – (KSČ)
- Ludvík Černý  – (KSČ)
- František Červenka  – (KSČ)
- prof. Ing. Antonín Červinka, CSc.  – (KSČ)
- Lumír Čivrný  – (KSČ)
- Vlastimil David  – (KSČ)
- Lubomír Dohnal – (ČSS)
- JUDr. Eva Dutková – (ČSL)
- Drahomír Dvořák – (KSČ)
- Evžen Erban – (KSČ)
- Ing. František Exner – (KSČ)
- Miluše Fischerová – (KSČ)
- Jiří Fleyberk – (ČSS)
- Ing. Josef Fořt – (KSČ)
- Eduard Frank – (KSČ)
- Vítězslav Frank – (KSČ)
- Miroslav Galuška – (KSČ)
- Rudolf Gärtner – (KSČ)
- František Gebauer – (bezpartijní)
- prof. dr. Eduard Goldstücker – (KSČ)
- JUDr. Jiří Grospič, CSc. – (KSČ)
- Josef Grösser – (KSČ)
- Květoslava Grünová – (KSČ)
- František Haas – (ČSS)
- Božena Hašplová – (KSČ)
- Marie Hechtová – (KSČ)
- Zdeněk Hejzlar – (KSČ)
- Miloslav Hlásek – (KSČ)
- PhDr. Miroslav Hlaváček – (KSČ)
- Marie Holatová – (bezpartijní)
- Ing. Jaroslav Horák – (KSČ)
- JUDr. Václav Hrabal – (ČSS)
- Jiří Hrdlička – (ČSS)
- Jiří Hrdlička – (KSČ)
- doc. PhDr. Milan Hübl, CSc. – (KSČ)
- Jaroslav Hübner – (ČSL)

### CH–R
- Josef Charvát – (bezpartijní)
- Rudolf Chlad – (ČSS)
- Ing. arch. Zdeněk Chlup – (KSČ)
- prof. JUDr. Václav Chytil – (ČSL)
- Maxmilián Icha – (KSČ)
- Alois Indra – (KSČ)
- Václav Ircing – (KSČ)
- Věroslav Jedlička – (ČSS)
- Jan Jelínek – (KSČ)
- prof. JUDr. Zdeněk Jičínský, DrSc. – (KSČ)
- Ing. Jiří Kabelka – (ČSL)
- prof. MUDr. Ing. Karel Kácl, DrSc. – (ČSS)
- Jana Kaňková – (KSČ)
- Emil Kantor – (KSČ)
- Jan Karásek – (KSČ)
- Jaroslav Karhan – (KSČ)
- Vlastimil Kaše – (KSČ)
- PhDr. Vladimír Kašpar – (KSČ)
- prof. Ing. Josef Kempný, CSc. – (KSČ)
- Břetislav Klein – (KSČ)
- Antonín Klíma – (KSČ)
- Vladimír Klokočka – (KSČ)
- Heda Kolaříková – (KSČ)
- Růžena Kolářová – (KSČ)
- Jindřich Kouba – (KSČ)
- Václav Koutný – (KSČ)
- Josef Kovařík – (KSČ)
- Antonín Kozák – (bezpartijní)
- Josef Kratochvíl – (KSČ)
- Vítězslav Krejčí – (KSČ)
- Oldřich Křenek – (KSČ)
- Ivan Kříž – (KSČ)
- JUDr. Bohuslav Kučera – (ČSS)
- Jan Kučera – (ČSS)
- Jaroslav Kučera – (ČSS)
- Václav Kučera – (KSČ)
- Václav Kůrka – (ČSS)
- MVDr. Jiří Lacina – (bezpartijní)
- Jan Latner – (KSČ)
- prof. Ing. Karel Löbl, DrSc. – (ČSS)
- Josef Lochner – (KSČ)
- Jarmila Losseová – (KSČ)
- JUDr. Josef Macura – (bezpartijní)
- Miroslav Mach – (KSČ)
- PhDr. Jaromír Machač – (KSČ)
- František Malíř – (KSČ)
- Emil Malivánek – (KSČ)
- Jiří Malý – (KSČ)
- JUDr. Miloš Matějka – (ČSS)
- RNDr. Anna Matějková – (ČSS)
- JUDr. Mirko Matyáš – (bezpartijní)
- Anna Matysová – (bezpartijní)
- Antonín Mazálek – (KSČ)
- Emanuel Mička – (ČSL)
- František Michele – (bezpartijní)
- Jan Mikeska – (KSČ)
- Marie Miková – (KSČ)
- Josef Miler – (KSČ)
- Václav Motlík – (KSČ)
- Marie Návorková – (KSČ)
- Karel Neubert (politik) – (KSČ)
- Jan Neumann – (ČSS)
- Václav Novotný – (KSČ)
- Zdeněk Onderek – (KSČ)
- Rudolf Pacovský – (KSČ)
- Ing. Václav Pánek – (KSČ)
- Karel Pařízek – (ČSL)
- JUDr. Božena Pátková – (ČSS)
- Jan Pauly – (ČSL)
- Vlastimil Pecka – (bezpartijní)
- Jan Pelnář – (KSČ)
- Jaromír Petřík – (KSČ)
- Walter Piverka – (bezpartijní)
- Ing. Alena Pokorná – (KSČ)
- Karel Poláček – (KSČ)
- Zdeňka Polochová – (KSČ)
- Antonín Pospíšil – (ČSL)
- Čeněk Procházka – (KSČ)
- Ing. Milan Ptáček – (KSČ)
- Josef Půlpán – (KSČ)
- Ing. Stanislav Rázl – (KSČ)
- Artur Rössler – (KSČ)
- Jiří Rubín – (ČSL)
- Josef Rudolf – (KSČ)
- doc. Ing. Antonín Rusek, CSc. – (KSČ)
- Petr Rybář – (bezpartijní)
- Regina Rýdlová – (KSČ)
- Zdeněk Rychtrmoc – (KSČ)

### S–Z
- Ing. Richard Setinský – (KSČ)
- Anna Skácelová – (KSČ)
- Ing. Jaroslav Skopal – (ČSS)
- Bohumil Sluka – (ČSL)
- Ladislav Smrčka – (KSČ)
- Ing. Rudolf Smutný – (bezpartijní)
- Liběna Snížková – (ČSL)
- JUDr. Olga Sobotníková – (KSČ)
- Ing. Jiří Souček – (KSČ)
- Josef Soukup – (KSČ)
- Erich Springer – (KSČ)
- JUDr. Jaroslav Srb – (ČSL)
- Anna Johánková, Stibůrková – (KSČ)
- Miroslav Suchopárek – (bezpartijní)
- Ludvík Svoboda – (KSČ)
- Ing. Miroslav Svoboda  – (ČSL)
- akad. Ota Šik – (KSČ)
- Jarmila Šikolová – (KSČ)
- Ing. Vladimír Šimek – (ČSL)
- Bohumil Šimon – (KSČ)
- MUDr. Jiří Šimsa – (ČSS)
- Richard Škrobánek – (ČSL)[2]
- Blažena Šmejkalová – (KSČ)
- Josef Špaček – (KSČ)
- Jan Špaňúr – (bezpartijní)
- JUDr. Lubomír Štrougal – (KSČ)
- Jiří Šůcha – (KSČ)
- Stanislav Šulc (politik) – (KSČ)
- Rudolf Švácha – (KSČ)
- Andrej Tlustý – (ČSS)
- František Toman – (ČSL)
- doc. Ing. Josef Toman, CSc. – (KSČ)
- Eduard Tománek – (KSČ)
- František Touška – (ČSL)
- Ing. Václav Tůma – (KSČ)
- prom. ped. Jiřina Turečková – (KSČ)
- PhDr. Adolf Turek – (ČSL)
- Bohuslav Ungrád – (KSČ)
- doc. PhDr. Antonín Václavík, CSc. – (KSČ)
- Světla Valášková – (bezpartijní)
- František Válek – (ČSL)
- Dobromila Vávrová – (KSČ)
- Hana Vejnarová – (KSČ)
- Ladislav Veltruský – (KSČ)
- Jiří Vilímec – (KSČ)
- Petr Víšek – (KSČ)
- Jaroslav Vitáček – (KSČ)
- Vladislav Vlček – (ČSL)
- Helena Vobořilová – (bezpartijní)
- Zdeněk Vodička – (ČSS)
- Zdeněk Vokrouhlický / Zbyněk Vokrouhlický – (KSČ)
- Věroslav Vondrouš – (ČSS)
- Václav Voska – (bezpartijní)
- prof. JUDr. Vladimír Vybral – (ČSL)
- Oldřich Vyhnálek – (ČSL)
- akad. Otto Wichterle – (bezpartijní)
- Jiří Zahradník – (KSČ)
- Karel Zíka – (KSČ)
- Alois Žíla – (KSČ)